# Municipio de North Hanover
El municipio de North Hanover (en inglés: North Hanover Township) es un municipio ubicado en el condado de Burlington en el estado estadounidense de Nueva Jersey. En el año 2010 tenía una población de 7.678 habitantes y una densidad poblacional de 170,62 personas por km².

## Geografía
El municipio de North Hanover se encuentra ubicado en las coordenadas 40°3′33″N 74°26′58″O / 40.05917, -74.44944.

## Demografía
Según la Oficina del Censo en 2000 los ingresos medios por hogar en el municipio eran de $39,988 y los ingresos medios por familia eran $45,553. Los hombres tenían unos ingresos medios de $31,698 frente a los $26,094 para las mujeres. La renta per cápita para la localidad era de $17,580. Alrededor del 5.3% de la población estaba por debajo del umbral de pobreza.